# 田生金
田生金（1569年—1639年），字成叔，號雙南，湖廣黄州府麻城县人，明朝政治人物。

## 生平
万历十九年（1591年）辛卯科湖廣鄉試第二十六名舉人，三十二年（1604年）甲辰科进士，都察院觀政，初授順慶府推官，三十八年考選，四十年授四川道御史，四十二年巡按廣東，著有《按粤疏稿》六卷。四十六年巡按应天。天启元年（1621年）升太僕寺少卿，二年升大理寺右少卿，五年四月升太僕寺卿提督东路，有聲望，八月告病回籍。

## 家族
曾祖田學儒。祖父田全。父田可東。母喻氏。慈侍下。兄生玉、生芝（貢士）；弟生蘭。娶劉氏，繼娶萬氏。
兄田生芝，万历四十四年进士。弟田生蘭，字熏季，萬曆丙午舉人，官戶部主事。